# Carex corstorphinei
Carex corstorphinei är en halvgräsart som beskrevs av George Claridge Druce. Carex corstorphinei ingår i släktet starrar, och familjen halvgräs. Inga underarter finns listade i Catalogue of Life.